# Паваљионе (Торино)
Паваљионе је насеље у Италији у округу Торино, региону Пијемонт.
Према процени из 2011. у насељу је живело 18 становника. Насеље се налази на надморској висини од 1005 м.